# Vladimir Lapitskij
Vladimir Michajlovitj Lapitskij (ryska: Владимир Михайлович Лапицкий), född 18 februari 1959 i Hrodna, Vitryssland, är en sovjetisk fäktare som tog OS-silver i herrarnas lagtävling i florett i samband med de olympiska fäktningstävlingarna 1980 i Moskva.